# Freycinetia comptonii
Freycinetia comptonii är en enhjärtbladig växtart som beskrevs av Alfred Barton Rendle. Freycinetia comptonii ingår i släktet Freycinetia och familjen Pandanaceae.
Artens utbredningsområde är Nya Kaledonien. Inga underarter finns listade.